# Andrei Iwanowitsch Gortschakow

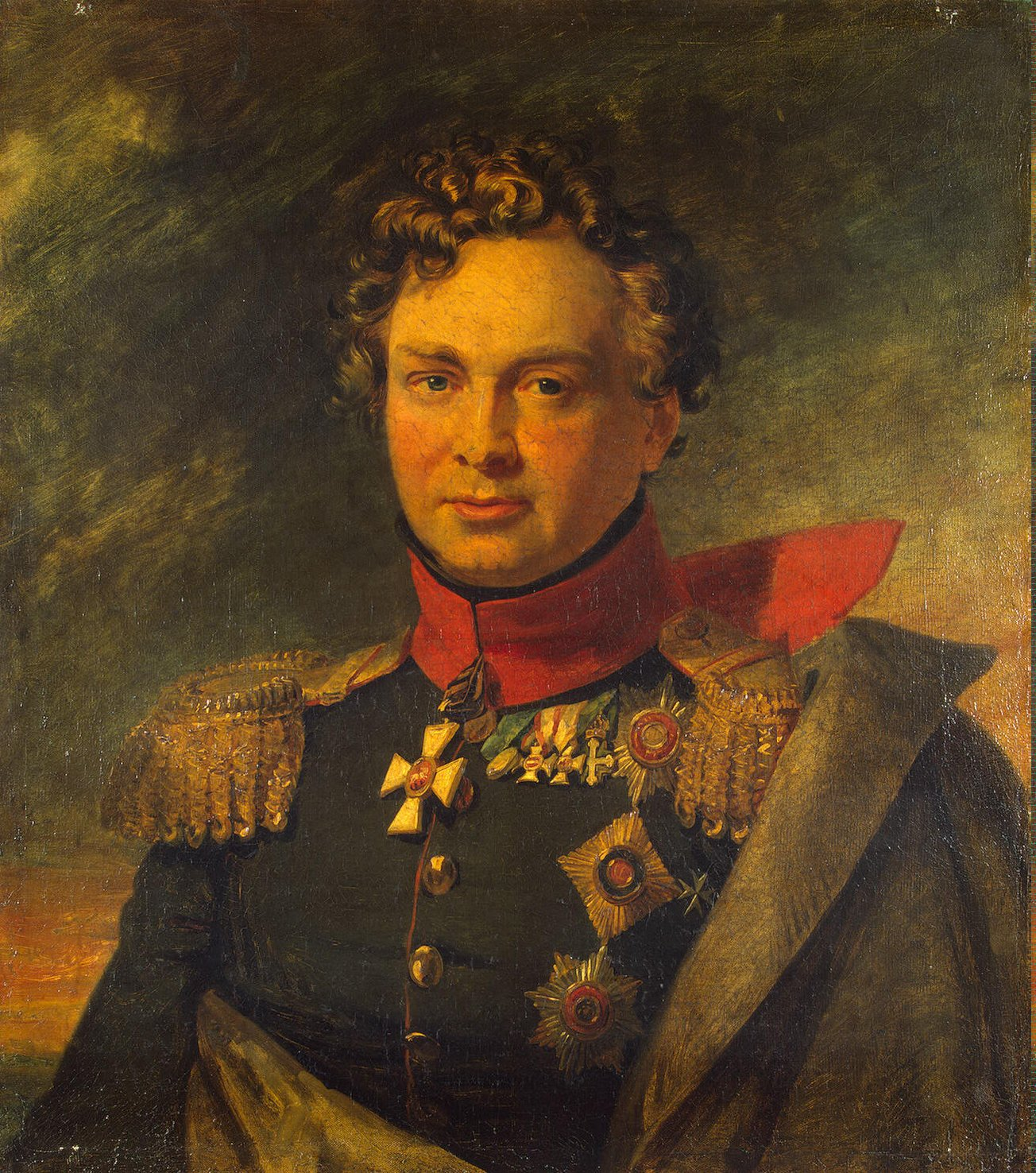
Andrei Iwanowitsch Gortschakow

Andrei Iwanowitsch Gortschakow (russisch Андрей Иванович Горчаков; * 1779 in Moskau; † 11. Februar 1855 ebenda) war ein russischer General der Infanterie (1819) und wichtiger Truppenführer während der Befreiungskriege.

## Leben
Andrei Iwanowitsch Gortschakow entstammte der fürstlichen Familie der Gortschakow und war der Sohn des Prinzen Iwan Romanowitsch Gortschakow und der Anna Suworow. Er war ein Neffe (mütterlicherseits) von Feldmarschall A. W. Suworow und Bruder von Alexei Iwanowitsch Gortschakow (1769–1817), der zum General und Kriegsminister aufstieg.
Bereits im Alter von zwei Jahren wurde er bei der Garde zum Militärdienst angemeldet. Am 1. Januar 1793 trat er als Fähnrich beim Preobraschensker-Regiment der Garde in den aktiven Militärdienst ein. Im Jahr 1797 erhielt er den Rang eines Oberstleutnants und erlangte die Position des Adjutanten des Zaren Paul I. Am 12. Februar 1798 ging er auf persönlicher Anweisung des Monarchen zu dem in Verbannung stehenden Suworow und forderte ihn auf, zur Aussöhnung nach St. Petersburg zu kommen. Nachdem er die Zustimmung seines Onkels erlangt hatte, war Gortschakow bei der Versöhnung als ausgleichender Vermittler tätig. Im April 1798 wurde er zum Oberst befördert und am 25. März 1798 zum Generalmajor ernannt.
Gortschakow begleitete 1799 Suworow während des Feldzuges in Norditalien und in der Schweiz erhielt seine Feuertaufe während der Einnahme von Brescia.
Für die Kämpfe am Fluss Adda erhielt er den Orden der Heiligen Anna 1. Klasse. Der Sturm auf die Festung Tortona brachte ihm den Orden des Heiligen Johannes von Jerusalem ein; wo er mit zwei Kosaken-Regimenter mehrere Angriffe auf die rechte Flanke der Franzosen durchführte. Dann zeichnete er sich in den Schlachten an der Trebbia und bei Novi aus, wo er mit seinen Grenadieren den Versuch der Franzosen unterband, die russische Flanke anzugreifen. Für seine Tapferkeit wurde er mit den Orden des Heiligen Alexander Newski mit Diamanten ausgezeichnet. Für seine Einsätze bei der Überquerung der Alpen und beim Übertritt am Gotthardpass wurde er am 11. Februar 1800 zum Generalleutnant befördert und am 8. März desselben Jahres zum Chef des Newski-Musketierregiments ernannt. Am 17. Februar 1803 wechselte er als Chef zum Tambow-Musketier-Regiment. Am 17. August 1805 wurde er zum Inspektor der Garnisonen des Moskauer Inspektorats ernannt, wobei er seine Position als Chef des Musketier-Regiments von Tambow behielt.
Im Jahr 1806 leitete er die Formierung der 18. Infanteriedivision in Kaluga, die er im Feldzug von 1807 bei der Hilfsarmee unter Benningsen in Ostpreußen kommandierte. Er führte in der Schlacht bei Heilsberg einen Angriff gegen die Franzosen durch und übernahm am Ende der Schlacht anstatt Bennigsen den Oberbefehl. Während der Schlacht bei Friedland (1807) wurde er mit der Führung des rechten Flügels mit der 3., 4., 6. und 7. Infanterie- sowie einer Kavallerie-Division betraut. Nachdem er zunächst alle Angriffe des Feindes abgewiesen hatte und den Rückzugsbefehl gab, zog er seine Truppen in bester Ordnung zurück.
Im Feldzug 1809 waren seine Truppen Teil der russischen Invasionsarmee unter Fürst S. Golitzyn in Galizien, welche an Feindseligkeiten gegen Österreich teilnahm. In einem geheimen Brief an den österreichischen Erzherzog Ferdinand drückte er seinen persönlichen Widerwillen an der Operation aus. Seine Briefe wurden vom französischen Geheimdienst abgefangen und zunächst vom Zaren mit dem Verbot für die Teilnahme am Gottesdienst in Moskau und St. Petersburg bestraft. Er wurde vor ein Militärgericht gestellt, das am 29. September 1809 seinen Ausschluss aus der Armee verfügte.
Nach dem Ausbruch des Vaterländischen Krieges durfte Gortschakow im Juli 1812 in die Armee zurückkehren und führte ein Korps im Verband im 2. Westarmee. Er erhielt zunächst den Befehl über die Avantgarde (27. Division, 2. Grenadier-Division und Miliz-Kavallerie mit etwa 11.000 Mann) um die Positionen beim Dorf Schewardino zu verteidigten. In der Schlacht von Borodino (7. September) befehligte er den gesamten linken Flügel unter Prinz Bagration. Er wurde beim Gegenangriff des 8. Infanteriekorps auf die Fleches schwer verletzt und später mit dem Orden von Heiligen Georg 3. Klasse gewürdigt. Nach seiner Genesung wurde er im Januar 1813 wieder in den aktiven Dienst gestellt und erhielt wieder den Befehl über das 8. Infanterie Korps. Im Juni 1813 wechselte er seine Position und wurde Kommandant des 1. Infanteriekorps. Seine Truppen kämpften in der Schlacht bei Dresden, für den Rückzug seiner Nachhut wurde ihm ein Ehrensäbel mit Diamanten samt der Aufschrift „Für Mut“ verliehen. In der Schlacht von Leipzig (16.–19. Oktober 1813) war sein am südlichen Abschnitt eingesetztes Korps, Teil der Böhmischen Hauptarmee.
Vom 18. Dezember 1813 bis zum 2. Januar 1814 blockierten seine Truppen die Festung Kehl und kämpften danach in der Schlachten von Brienne, bei La Rothière, Bar-sur-Aube, Troyes, Arcis-sur-Aube und Fere-Champenoise. Während der Kämpfe von Paris am 19. März befehligte er ein Korps, das im Zentrum der Franzosen die Position bei Vincennes angriff und zum Fall der Höhe bei Belleville beigetrug. Für diese Leistung erhielt er am selben Tag den Orden St. Georg 2. Klasse gewährt. Im Juni 1814 wurde er Kommandant des 3. Infanteriekorps und im August Befehlshaber des 7. Infanteriekorps. 1817 wurde er zum Mitglied des Staatsrates ernannt und am 1. Januar 1819 zum General der Infanterie befördert. Am 14. Januar 1819 führte er das 3. Infanterie-Korps und ab 19. Februar 1820 das 2. Infanterie-Korps.
Am 9. September 1826 trat er zur Heilung einer Krankheit aus der Armee aus und lebte in Moskau. Er starb 1855 in Moskau und wurde im Donskoi-Kloster begraben.